# Fever (Bullet for My Valentine)
Fever è il terzo album in studio della band heavy metal Bullet for My Valentine, pubblicato il 26 aprile 2010 nel Regno Unito e il 27 aprile 2010 negli Stati Uniti.
La band è stata in tour dal 30 aprile 2010 negli Stati Uniti per sostenere il nuovo album.

## Scrittura e registrazione
Nei primi mesi del 2009, a circa un anno dalla pubblicazione del secondo album, Scream Aim Fire, la band ha cominciato a scrivere nuovo materiale. A marzo 2009, in un'intervista con Metal Hammer, Matthew Tuck ha spiegato che per i precedenti album aveva scritto il testo delle canzoni, e, insieme alla band, aveva poi scritto la musica; ma per Fever, Tuck ha scritto entrambe le cose allo stesso tempo. I Bullet for My Valentine entrarono in studio nell'aprile del 2009 con il produttore Don Gilmore (più noto per i suoi lavori con Linkin Park e Good Charlotte) a Monnow Valley Studio, Monmouth, Galles, cancellando le date del tour in Sudafrica per continuare le registrazioni. La band sospese le registrazioni a metà 2009 per eseguire vari tour, tra cui Mayhem Festival 2009. Durante il Mayhem Festival, i Bullet for My Valentine inclusero una nuova canzone nella loro lista. Finiti i loro tour, la band riprese le registrazioni, per finire Fever. Le registrazioni furono completate a dicembre del 2009, e Gilmore cominciò a monitorare l'album di lì a poco nello studio chiamato "Document Room", Malibu, California.
In un'intervista del 12 marzo 2010 con Metal Hammer magazine, Matthew Tuck dichiarò:

"We wanted to do something fresh and exciting, but that was still us. Having Don Gilmore was a very conscious decision. We didn't want him to change us as musicians, just help with the vocals and get the best possible performances out of us. [...] It's a weird thing singing in the studio; you don't get the adrenaline, the energy, the buzz, it's you in front of a microphone looking at a guy staring at you. To get the performances out in the studio was hard, but Don was amazing. We rewrote the lyrics and melodies up to five times on some songs because he didn't think they were strong enough. We worked insanely hard to get the vocal lines different but still Bullet. The vocals took longer than everything else on the album put together. It was brutal work, but I personally thought I had a huge point to prove so that's why I stuck at it. [...] Everyone's buzzing about this one. We just tried to get that energy and excitement and vibe back into the band because the Scream Aim Fire [2008] sessions just ripped our hearts out of wanting to be in a band."

## Pubblicazione e promozione
Il 14 febbraio 2010, la band ha reso disponibile, limitatamente, una nuova traccia, Begging for Mercy, per il download dal loro sito ufficiale.
Il primo singolo per gli Stati Uniti, Your Betrayal, è stato pubblicato sull'iTunes Store insieme alla traccia Begging for Mercy il 2 marzo 2010.
Il secondo singolo per il Regno Unito, The Last Fight, è stato diffuso il 19 aprile 2010 dalle radio, mentre un'edizione limitata è stata pubblicata il 17 aprile 2010. Il video della canzone è stato diffuso nel Regno Unito il 12 marzo 2010 sul MySpace della band, dove la canzone poteva essere anche ascoltata.
Il 24 febbraio 2010, i Bullet for My Valentine erano in viaggio verso Los Angeles per girare due video. Uno per il singolo Your Betrayal (uscita il 12 aprile 2010), mentre l'altro per il singolo The Last Fight (pubblicato il 12 marzo 2010). Il regista Paul R. Brown (meglio conosciuto per i suoi lavori con gli Slipknot e i Korn) si è occupato di entrambi i video.

## Critiche
Dopo l'uscita, Fever ha ricevuto generalmente opinioni positive dai critici. L'album ha ricevuto un punteggio di 64/100 basato su 8 recensioni da Metacritic. AllMusic ha dichiarato che con questo terzo disco, la band "ha consolidato il suo stile e ha diviso la differenza tra i due dischi precedenti" e ha descritto l'album come "un disco solido da un gruppo che conosce i suoi punti di forza". Fever ha anche ricevuto critiche positive da Kerrang! ("The '5 K-rated' Fever") e Rock Sound ("[...] There's not a single track here that would create an unpleasant contrast"). Al contrario, The NewReview ha votato l'album 2.5 su 5 dichiarando "...aspetteremo di sentire quale direzione prenderà la band, lasciando che questo Fever passi e vada avanti."

## Tracce
1. Your Betrayal – 4:51
2. Fever – 3:57
3. The Last Fight – 4:19
4. A Place Where You Belong – 5:07
5. Pleasure and Pain – 3:53
6. Alone – 5:56
7. Breaking Out, Breaking Down – 4:04
8. Bittersweet Memories – 5:09
9. Dignity – 4:29
10. Begging for Mercy – 3:56
11. Pretty on the Outside – 3:56
12. The Last Fight (Piano Version) [bonus track] – 4:38

## Formazione
Bullet for My Valentine
- Matthew Tuck – voce, chitarra ritmica
- Jason James – basso, voce secondaria
- Michael Padget – chitarra solista, cori
- Michael Thomas – batteria, percussioni

Altri musicisti
- Matt Bond – piano in The Last Fight (Piano Version)

Produzione
- Don Gilmore – produzione
- Chris Lord-Alge – mixer[9]